# Tōru Kawashima
Tōru Kawashima (jap. 川島 透, Kawashima Tōru; * 4. Juni 1970 in der Präfektur Osaka; † 19. Januar 2024) war ein japanischer Fußballspieler.

## Karriere
Kawashima erlernte das Fußballspielen in der Schulmannschaft der Konko Daiichi High School und der Universitätsmannschaft der Chūkyō-Universität. Seinen ersten Vertrag unterschrieb er 1991 bei Matsushita Electric. Der Verein spielte in der höchsten Liga des Landes, der Japan Soccer League. Mit Gründung der Profiliga J.League 1992 und der damit verbundenen Neuorganisation des japanischen Fußballs wurde Matsushita Electric zu Gamba Osaka. 1996 wechselte er zum Zweitligisten Otsuka Pharmaceutical. Für den Verein absolvierte er 50 Spiele. Ende 1998 beendete er seine Karriere als Fußballspieler.